# Santiago de Cuba

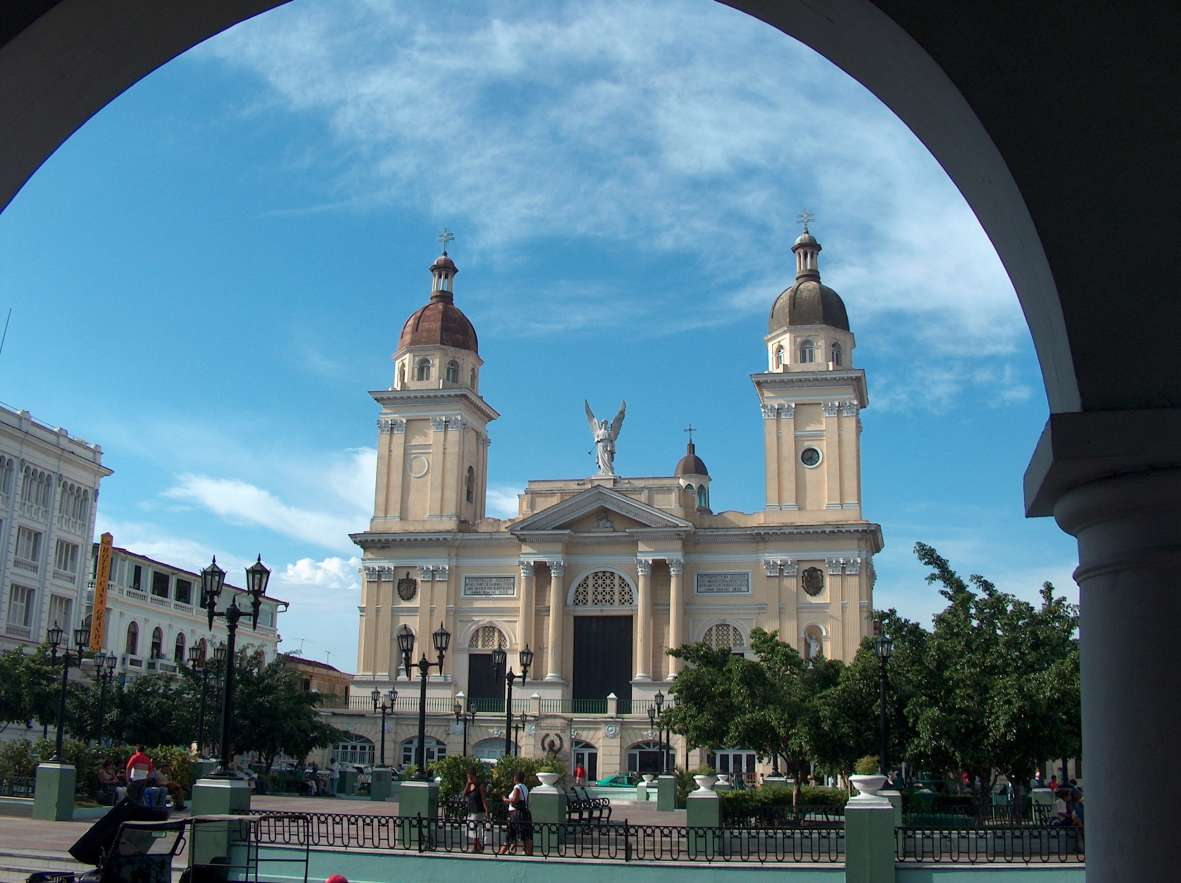
Catedrala

Santiago de Cuba este un oraș din Cuba.

## Personalități născute aici
- Charles Ashenoff (cunoscut ca Konnan) (n. 1964), wrestler.